# Ga Ga Ga Ga Ga
Ga Ga Ga Ga Ga è il sesto album in studio del gruppo indie rock statunitense Spoon, pubblicato nel 2007.

## Tracce
Testi e musiche di Britt Daniel, eccetto dove indicato.
1. Don't Make Me a Target – 3:55
2. The Ghost of You Lingers – 3:34
3. You Got Yr. Cherry Bomb – 3:08
4. Don't You Evah (Julian Tepper, Max Tepper, Derek Vockins) – 3:36
5. Rhthm & Soul – 3:30
6. Eddie's Ragga (Britt Daniel, Jim Eno, Eric Harvey, Eddie Robert) – 3:39
7. The Underdog – 3:42
8. My Little Japanese Cigarette Case – 3:03
9. Finer Feelings – 4:54
10. Black Like Me – 3:25

## Formazione
- Britt Daniel – voce, chitarra
- Jim Eno – batteria
- Eric Harvey – piano, tastiera
- Rob Pope – basso